# Musée des industries de Derby
Le musée des industries de Derby, ou moulin à soie de Derby, en anglais : the Silk Mill, Derby's Museum of Industry and History, est un musée d'histoire industrielle situé à Derby, en Angleterre. Le musée est logé dans le moulin de Lombe, un ancien moulin à soie qui marque la limite sud des usines de la vallée de la Derwent, site inscrit au patrimoine mondial. Sur le plan administratif, il est rattaché au musée municipal de Derby.

## Histoire du site

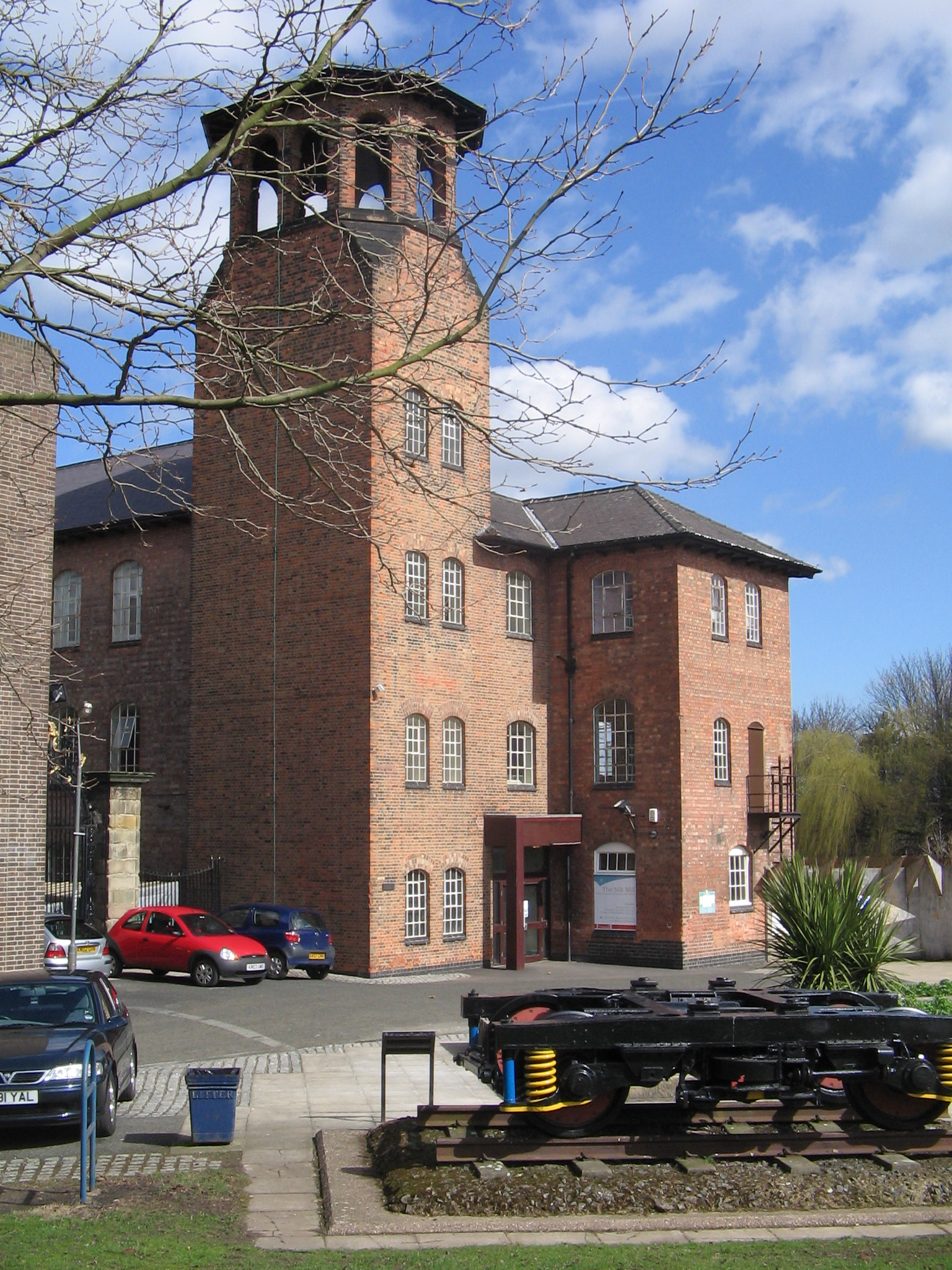
L'entrée du musée et la tour.

### Moulin de Lombe
À sa construction, le moulin était destiné à abriter des machines à « doubler » et « retordre » la soie, pour produire un fil de qualité. John Lombe avait copié, pendant la période qu'il avait passé en Italie, le dessin de celles qui étaient utilisées dans ce pays pour filer la soie en grandes quantités, réalisant peut-être ainsi le premier cas d'espionnage industriel.
Alors que traditionnellement, l'utilisation du rouet ne permettait d'obtenir que de petites quantités de fil de soie, dans le cadre d'une production à domicile, les nouvelles machines étaient capables d'en produire des volumes beaucoup plus importants et allaient constituer une sérieuse concurrence pour les Italiens. Néanmoins elles demandaient de grands bâtiments et des ressources énergétiques considérables. C'est une roue à aubes mise en mouvement par le bief du moulin, sur le côté ouest de la filature, qui actionnait les massives machines à filer.
John Lombe est mort en 1722 dans des circonstances mystérieuses et on a suggéré qu'il aurait été empoisonné par une tueuse envoyée par les Italiens, en représailles du vol de leurs secrets commerciaux. À la mort de son demi-frère Thomas, le 2 juin 1739, la propriété passa à la veuve de ce dernier et à leurs deux filles. Dame Elizabeth mit le bail en vente dans l'année et les 64 ans restants furent attribués à Richard Wilson, de Leeds, pour 2 800 livres sterling.

### Production du fil de soie
Une description de la filature faite par William Wilson entre 1739 et 1753 nous est parvenue : 

« À l'origine, les ateliers « italiens », qui s'élevaient sur cinq niveaux, accueillaient 26 machines à l'italienne qui dévidaient la soie grège aux trois étages supérieurs, tandis que les deux niveaux du bas contenaient huit machines à mouliner le fil de base et quatre moulins à retordre. »

Ces machines circulaires représentaient la principale innovation de la filature. Avec l'usage exclusif d'une source d'énergie externe (l'eau), la taille des effectifs employés, importante pour l'époque (de 200 à 300 personnes selon les sources contemporaines), et la couverture de tout le processus de production depuis la soie grège jusqu'au fil de qualité, elles ont conduit à décrire le moulin de Lombe comme la première application réussie du modèle industriel en Grande-Bretagne.
Richard Wilson était resté à Leeds, laissant la direction de la filature à ses partenaires, William et Samuel Lloyd, tous deux marchands de Londres, et à Thomas Bennet, directeur salarié intéressé aux profits. Leur association prit fin en 1753, dans l'acrimonie et les poursuites judiciaires. Lloyd demeura en possession du bâtiment et des machines. En 1765, Thomas Bennet lui racheta les locaux hypothéqués à la famille Wilson, mais il négligea le bâtiment pendant les années suivantes, marquées par la récession commerciale et la concurrence des autres filatures qui s'étaient établies à Derby ou dans le Cheshire.
En 1780, Lamech Swift prit les bâtiments en sous-location. Il payait une rente annuelle de 7 livres sterling à la compagnie et de 170 livres à Thomas Wilson, frère de Richard et William. En dépit d'une querelle avec la compagnie en 1781, à propos de la réparation des déversoirs, il resta dans les lieux jusqu'à l'expiration du bail en 1803. Cette année-là, la compagnie annonça la mise en vente du bail pour 60 années. L'annonce révélait que les Italian works étaient toujours utilisés pour « mouliner » la soie.

### Condition ouvrière et mouvement syndical
Le moulin à soie était alors l'une des attractions touristiques de Derby. En septembre 1777, il reçut ainsi la visite de James Boswell. Il faisait aussi partie de l'itinéraire des visiteurs étrangers. Tous les visiteurs n'étaient pas favorablement impressionnés par les conditions qui y régnaient. Un certain Torrington fit des commentaires sur « la chaleur, les odeurs et le bruit », tandis que Frederick William Fairholt en 1835 fut consterné par l'apparence maladive des enfants pauvres.
L'historien William Hutton fit partie des employés et, plus tard, il relata les longues heures, les bas salaires et les coups. Le travail ne s'arrêtait qu'en cas de sécheresse, de froid extrême ou de problème dans l'approvisionnement en soie, même si des congés officieux furent pris pendant les élections et les courses de Derby en août 1748.
Novembre 1833 vit naître à Derby le mouvement qui conduisit à la formation, en février 1834, de la Grand National Trades Union (le « grand syndicat national »). Ces évènements précédèrent de plusieurs mois l'affaire des martyrs de Tolpuddle. Le moulin à soie, maintenant dirigé par Taylor, n'était pas au centre de la controverse, bien qu'il fût l'un des employeurs qui s'entendirent pour n'employer aucun ouvrier syndiqué. À la mi-avril 1834, il relevait que les deux tiers de ses machines fonctionnaient et que beaucoup de ses anciens ouvriers demandaient à être réembauchés. Selon le Derby Mercury, certains des anciens syndiqués ne purent jamais retrouver un emploi à Derby. Tous les ans, le dernier week-end avant le 1er mai, un défilé organisé par le Trades Union Council de Derby commémore le mouvement.

### Transformations de l'activité industrielle

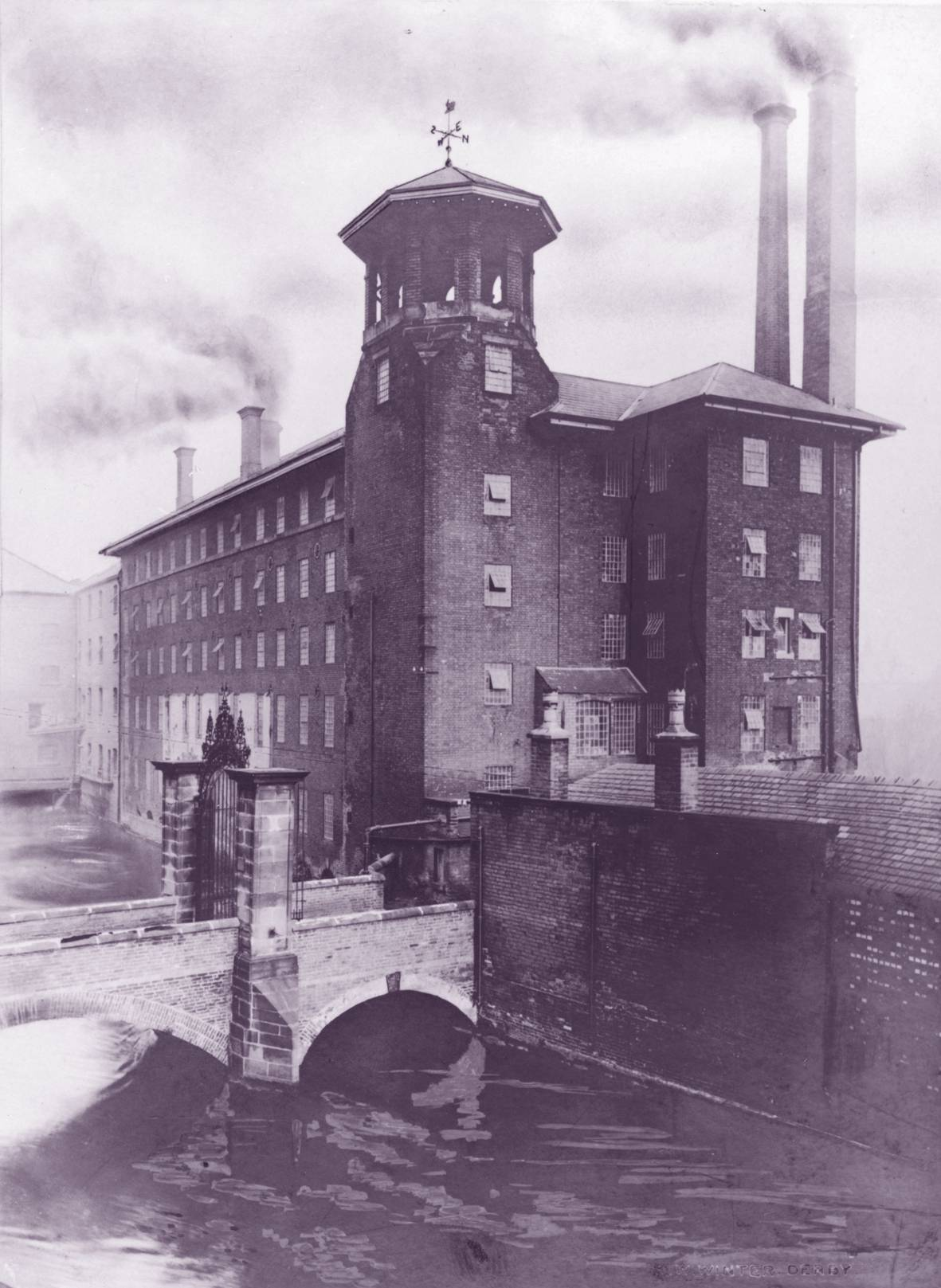
Le moulin à soie de Derby, probablement au début des années 1900, avant l'incendie de 1910.

La famille Taylor demeura aux commandes de la filature jusqu'à ce qu'en 1865, la faillite la force à vendre les machines et le bail. Le Derby Mercury publia plusieurs annonces de vente de filature cette année-là, signe du marasme général qui frappait l'industrie. Ceci eut lieu quatre années avant le traité Cobden-Chevalier avec la France, qu'on a accusé d'avoir détruit l'industrie de la soie britannique.
La longue relation du site avec la production de la soie prit fin vers 1903, quand F.W. Hampshire & Co., une entreprise de chimie, emménagea dans les locaux pour y fabriquer du papier tue-mouche et des médicaments anti-tussifs.

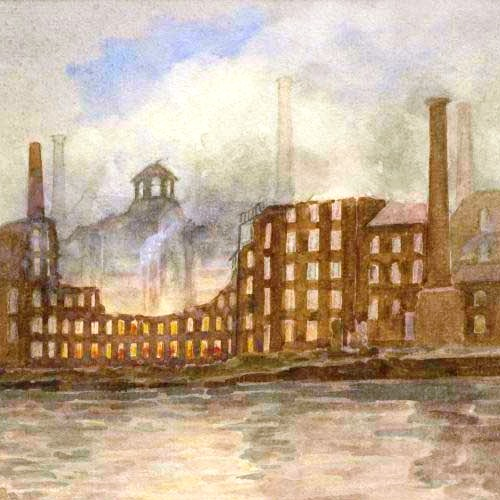
Aquarelle d'Alfred John Keene sur l'incendie de 1910.

Le 5 décembre 1910 à 17 heures, le feu se déclara dans le moulin à farine voisin de Sowter Bothers et dévora bientôt le moulin à soie. Son mur Est s'effondra dans la rivière et tout le bâtiment en fut comme éventré. De grands efforts furent déployés par les pompiers de Borough et la société Midland Railway ; la structure de la tour et le pourtour des portes qui conduisaient aux cinq niveaux d'origine furent préservés. On peut encore les voir aujourd'hui dans l'escalier de la tour. Le bâtiment fut reconstruit à la même hauteur mais avec trois niveaux au lieu de cinq. Il est resté ainsi jusqu'à nos jours.
Dans les années 1920, la possession de l'édifice passa à l'Electricity Authority, qui y aménagea des entrepôts, des ateliers et une cantine.

### Musée des industries
L'existence du moulin, caché de la route par la centrale électrique voisine, fut largement oubliée du grand public jusqu'au démantèlement de celle-ci, en 1970. Il fut alors réaménagé pour l'usage du très attendu musée des industries de Derby, qui ouvrit ses portes le 29 novembre 1974.
Le conseil municipal de Derby a fermé le musée le 3 avril 2011 dans le but de dégager des ressources financières pour son redéveloppement et celui des autres musées de la ville. Le rapport du Strategic Director of Neighbourhoods (point 7 présenté devant le bureau du conseil lors de sa réunion du 26 octobre 2010) indiquait que cela se traduirait par la perte de 8,6 emplois à temps plein mais dégagerait 197 000 livres sterling par an, ce qui aiderait à compenser la perte du financement apporté par le Renaissance Programme. Aucune date de réouverture n'a été donnée dans le rapport, bien qu'une période de deux ans ait été évoquée.